# Sprzężna prawdziwa
Sprzężna prawdziwa, sprzężna położnicza, sprzężna wejścia (łac. conjugata vera, conjugata obstetrica) – w anatomii człowieka odległość od najbardziej wysuniętego (wewnątrz kanału rodnego) punktu spojenia łonowego do środka promontorium.  Wynosi ok. 10–11 cm.
Wielkość tej sprzężnej można obliczyć znając wartość sprzężnej przekątnej lub sprzężnej zewnętrznej.
1. Sprzężna prawdziwa = sprzężna przekątna - 2 cm (np. 12 cm - 2 cm = 10 cm)
2. Sprzężna prawdziwa = sprzężna zewnętrzna - 10 cm (np. 21 cm - 10 cm = 11 cm)[1]